# Fédération centrafricaine des échecs
La Fédération centrafricaine des échecs (FCE) est l'organisme qui a pour but de promouvoir la pratique des échecs en République centrafricaine.

## Présentation
La FCE est affiliée à la Fédération internationale des échecs depuis 2010 ainsi qu'à l'Association internationale des échecs francophones,. Son siège est à Bangui.